# ルチアーノ・ダルデリ
ルチアーノ・ダルデリ（Luciano Darderi, 2002年2月14日 - ）は、イタリアの男子プロテニス選手。アルゼンチンのブエノスアイレス州ビジャ・ヘセル出身。ATPランキング自己最高位はシングルス32位、ダブルス104位。これまでにATPツアーでシングルス4勝を挙げている。身長183cm、体重82kg。右利き、バックハンド・ストロークは両手打ち。

## 選手経歴

### 2023年 ATPツアー初出場、チャレンジャーツアー初優勝、トップ125入り
コルドバ・オープンにてATPツアー初出場を果たし、1回戦でユーゴ・ガストンに勝利した。メキシコ・オープンでは第1シードのカルロス・アルカラスが欠場したため、ラッキールーザーとして出場した。
2023年8月、トーディにてATPチャレンジャーツアー初優勝を果たした。11月13日に更新されたATPランキングでは125位にランクインした。

### 2024年 ATPツアー初優勝、マスターズ初出場、トップ35入り
2024年2月、コルドバ・オープンで予選を通過し、本選ではトマス・バリオス・ベラ、第4シードのセバスチャン・オフナー、第7シードのヤニック・ハンフマン、第2シードで前年優勝者のセバスティアン・バエスに勝利して決勝に進出。決勝では同じく予選通過者のファクンド・バグニスに勝利し、ATPツアー初優勝を果たした。1990年以降で、ATPツアー決勝が予選通過者同士の対戦になったのは史上3度目だった。これにより大会前は136位だったATPランキングを60位以上アップさせ、トップ80入りを果たした。ワイルドカードで出場したチリ・オープンではベスト8に進出した。
3月、マイアミ・オープンにてATPツアー・マスターズ1000に初出場し、1回戦でデニス・シャパボロフに敗れた。全米男子クレーコート選手権でベスト4に進出した後、4月8日に更新されたATPランキングにてトップ60入りを果たした。
イタリア国際ではデニス・シャパボロフ、マリアーノ・ナボンに勝利し、マスターズで初めて3回戦に進出した。続いて出場したチャレンジャーツアーのピエモンテ・オープンではベスト4に進出。5月20日に更新されたATPランキングで47位にランクインし、トップ50入りを果たした。リヨン・オープンではATPツアー2度目となるベスト4進出を果たし、翌週のATPランキングでトップ40入りを果たした。

## 成績
略語の説明
| W | F | SF | QF | #R | RR | Q# | LQ | A | Z# | PO | G | S | B | NMS | P | NH |

W=優勝, F=準優勝, SF=ベスト4, QF=ベスト8, #R=#回戦敗退, RR=ラウンドロビン敗退, Q#=予選#回戦敗退, LQ=予選敗退, A=大会不参加, Z#=デビスカップ/BJKカップ地域ゾーン, PO=デビスカップ/BJKカッププレーオフ, G=オリンピック金メダル, S=オリンピック銀メダル, B=オリンピック銅メダル, NMS=マスターズシリーズから降格, P=開催延期, NH=開催なし.

### シングルス

#### グランドスラム大会
| 大会           | 2022 | 2023 | 2024 | 2025 | 通算成績 |
| -------------- | ---- | ---- | ---- | ---- | -------- |
| 全豪オープン   | A    | Q3   | Q1   | 1R   | 0–1      |
| 全仏オープン   | A    | Q1   | 2R   | 1R   | 1–2      |
| ウィンブルドン | A    | Q1   | 2R   | 3R   | 3–2      |
| 全米オープン   | Q1   | A    | 1R   |      | 0–1      |

## ATPツアー決勝進出結果

### シングルス：4回（4勝0敗）
| 大会カテゴリ                    |
| グランドスラム (0–0)            |
| ATPファイナルズ (0–0)           |
| ATPツアー・マスターズ1000 (0–0) |
| オリンピック (0–0)              |
| ATPツアー500 (0–0)              |
| ATPツアー250 (4–0)              |

| サーフェス別タイトル |
| ハード (0–0)         |
| クレー (4–0)         |
| 芝 (0–0)             |

| 結果 | No. | 決勝日        | 大会         | サーフェス | 対戦相手                 | スコア             |
| ---- | --- | ------------- | ------------ | ---------- | ------------------------ | ------------------ |
| 優勝 | 1.  | 2024年2月24日 | コルドバ     | クレー     | ファクンド・バグニス     | 6-1, 6-4           |
| 優勝 | 2.  | 2025年4月6日  | マラケシュ   | クレー     | タロン・フリークスポール | 7-6(7-3), 7-6(7-4) |
| 優勝 | 3.  | 2025年7月19日 | ボースタッド | クレー     | ジェスパー・デ・ヨング   | 6-4, 3-6, 6-3      |
| 優勝 | 4.  | 2025年7月26日 | ウマグ       | クレー     | カルロス・タベルネル     | 6-3, 6-3           |